# Гірниче машинознавство
Машинознавство гірниче (рос. машиноведение горное, нім. Bergbaumaschinenkunde f) — галузь науки, складова частина загального машинознавства.

## Загальний опис
Предмет М.г. — вивчення, розробка і експлуатація машин, призначених для розвідки, видобутку, транспортування і переробки корисних копалин. Спирається на фізику і механіку гірських порід, суцільних і сипучих середовищ, закони їх деформування і руйнування, що дозволяють виявляти особливості взаємодії робочих органів машин з середовищем, що обробляється, і встановлювати характер зміни зовн. сил у робочому процесі. Використовує як базові такі дисципліни: теорію машин і механізмів, деталі машин, опір матеріалів і теорію надійності, теорію пружності, теорію автоматичного управління і регулювання, спец. розділи техніки безпеки. Використовує також теорію інформації, термодинаміку, електроніку, теорію і техніку приладобудування та ін. У рамках Г.м. сформулювалися самостійні наук. напрямки і дисципліни: створення прохідницьких і виймальних комплексів та агрегатів, бурових машин і установок для глибокого буріння, механізованого кріплення, шахтних підіймальних установок, насосів, компресорів, вентиляторів, гірничотранспортних машин, обладнання для гідромеханізації і гідротранспорту, машин для дроблення, подрібнення, збагачення і брикетування корисних копалин, вібротехніки, вибухо- та іскробезпечного обладнання, засобів пилопригнічення і ін.